# Umma mesumbei
Umma mesumbei är en trollsländeart som beskrevs av Vick 1996. Umma mesumbei ingår i släktet Umma och familjen jungfrusländor. IUCN kategoriserar arten globalt som starkt hotad. Inga underarter finns listade i Catalogue of Life.